# Hieronim Kondratowicz

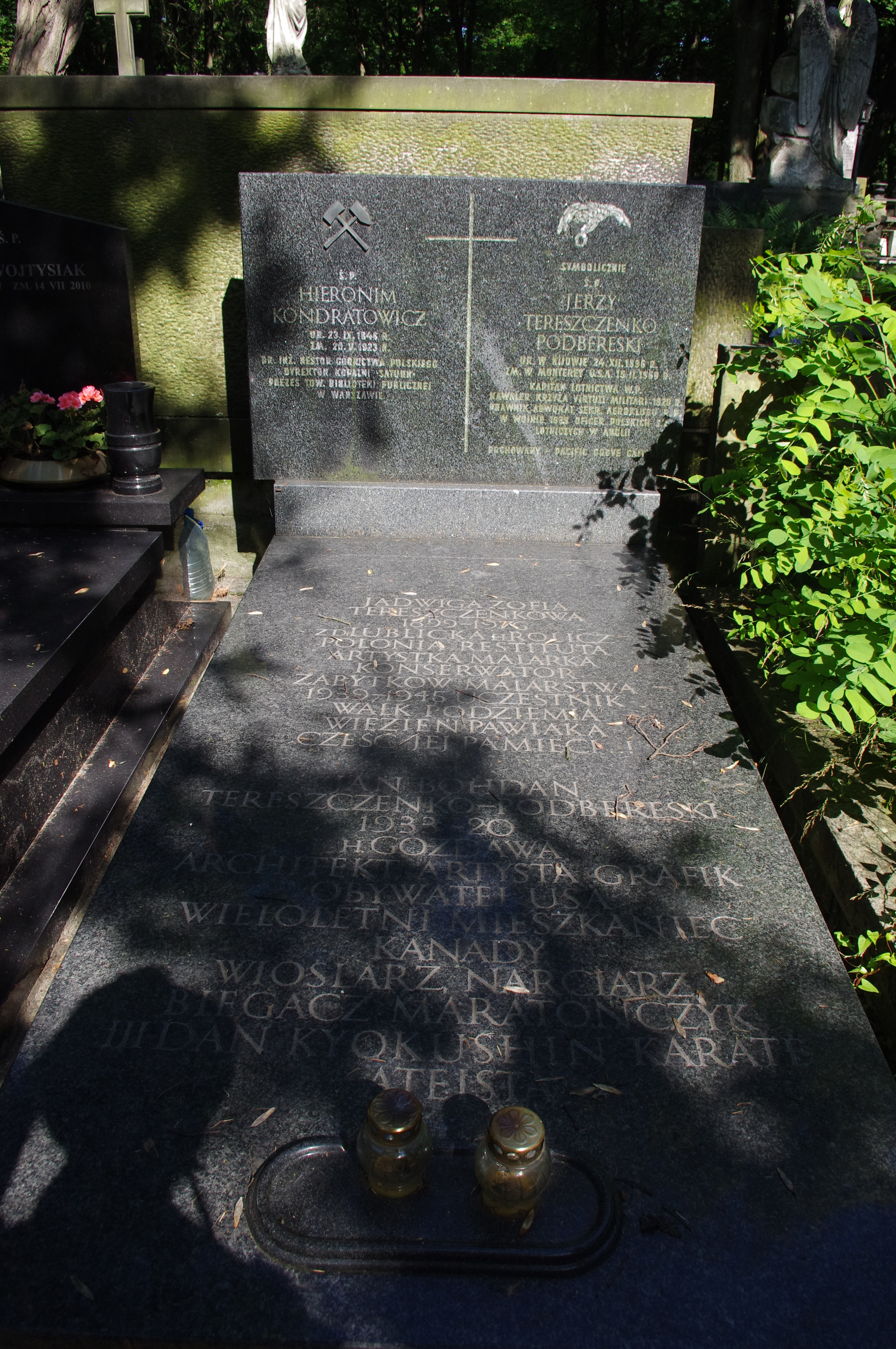
Grób inż. górnictwa Hieronima Kondratowicza, lotnika Jerzego Tereszczenko-Podberskiego, architekta Jana, Tereszczenko-Podberskiego i malarki Jadwigi Zofii Tereszczenko-Podberskiej na Starych Powązkach w Warszawie

Kondratowicz Hieronim (ur. 23 września 1846 w Sandomierzu, zm. 21 maja 1923 Dąbrowie Górniczej) – inżynier górnictwa.

## Życiorys
W 1863 ukończył gimnazjum w Radomiu, a w 1868 Szkołę Główną w Warszawie uzyskując tytuł magistra nauk przyrodniczych. W latach 1868–1872 studiował w Instytucie Górniczym w Petersburgu, który ukończył na jednej z czołowych pozycji.
W latach 1872–1884 z ramienia Departamentu Górniczego w Petersburgu pracował na terenie Zagłębia Donieckiego przy budowie nowych kopalń. jednocześnie prowadził tam poszukiwania rud rtęci i rud żelaza.
W 1884 został przeniesiony do Odessy, gdzie początkowo kierował miejscowym urzędem probierczym, a w latach 1886-1887 był inżynierem miejskim.
Od 1887 był Inżynierem Okręgowym I Okręgu Górniczego Królestwa Polskiego w Dąbrowie Górniczej.
W 1899 odszedł ze stanowiska Inżyniera Okręgowego i został dyrektorem kopalni Towarzystwa Górniczo-Przemysłowego "Saturn" w Czeladzi.
W 1906 został wybrany na posła z ziemi piotrkowskiej do I Dumy Państwowej Imperium Rosyjskiego, wtedy odszedł ze stanowiska dyrektora kopalni i wszedł do zarządu Towarzystwa.
Od 1906 mieszkał w Warszawie. W latach 1905–1918 był członkiem Towarzystwa Kursów Naukowych, od 26 VI 1907 do 30 XII 1908 także członkiem Zarządu TKN. Od 1907 zaangażował się w działalność Towarzystwa Biblioteki Publicznej w Warszawie, został jego dożywotnim członkiem. Od 1908 był wiceprezesem Towarzystwa Biblioteki Publicznej, a od 6 maja 1922 prezesem.
W 1923 uzyskał, za wybitne zasługi położone dla polskiej nauki technicznej oraz za owocną i patriotyczną działalność około rozwoju polskiego przemysłu górniczego, jako pierwsza osoba doktorat honoris causa AGH w Krakowie.
Zmarł w Dąbrowie Górniczej podczas Zjazdu Wychowanków Szkoły Górniczej. Pochowany na warszawskich Powązkach (kwatera M-4-15).
Był mężem Bronisławy Kondratowicz (folklorystki i kolekcjonerki).